# Piet van der Sluijs
Piet van der Sluijs ('s-Hertogenbosch, 17 september 1918 ― aldaar, 6 november 1990) was een Nederlands voetballer. Hij speelde achttien jaar voor BVV. 
Hij was zoon van sigarenmaker Ferdinandus van der Sluijs en Theodora Frederica Geertruida Dooijenburgh. In 1944 trouwde hij met Allegonda van Proijen. 
Hij kwam drie keer uit voor het Nederlands elftal. Zijn debuut was op 11 december 1949 in de met 0-1 verloren thuiswedstrijd tegen Denemarken. Dit was in het Olympisch Stadion een jubileumwedstrijd vanwege het zestigjarig bestaan van de KNVB.
Piet van der Sluijs veroverde als 16-jarige in het najaar van 1934 een basisplaats in de Bossche hoofdmacht. De grote successen kwamen na de oorlogsjaren. BVV werd driemaal op rij kampioen in de zuidelijke eerste klasse (1947, 1948 en 1949). Na het behalen van de landstitel in 1948 werden de eerste spelers van BVV opgeroepen voor Oranje. Kees Krijgh had de primeur. Daarna volgden Piet van Overbeek, Dré Saris, Piet van der Sluijs, Cor Huijbregts en Max van Beurden.
In zijn derde en laatste interland, op 8 juni 1950 uit tegen Zweden (4-1 verlies), werd hij een halfuur voor het einde vervangen door zijn clubgenoot Cor Huijbregts die zo zijn debuut kon maken. In die jaren kreeg hij last van zijn knie, die meerdere malen geopereerd moest worden. 
Direct na het beëindigen van zijn spelersloopbaan in 1952, ging Piet van der Sluijs als trainer aan de slag bij Helmondia '55. Hij werd in 1959 tweede trainer bij Wilhelmina. Daarna volgde nog VV DESK, maar in 1974 stopte ook zijn trainersloopbaan. De knie en de gevolgen van een bromfietsongeluk bleven hem achtervolgen.